# X 97150
Х 97150 — французский дизель-поезд произведённый ограниченной серией компанией Soulé. Также имеет название А2Е. Эксплуатируется TER Бретани на маршрутах Генган - Каре-Пургер и Генган - Паимболь. В 2000 году поезда прошли капитальный ремонт и модернизацию.  По состоянию на 1 июля 2011 в эксплуатации находятся все 3 поезда.